# Irena Dworakowska
Irena Dworakowska, född 1941, är en polsk entomolog.
Irena Dworakowska har i sina publikationer från slutet av 1960-talet och framåt gjort ett stort antal artbeskrivningar samt utvecklat taxonomi och nomenklatur inom entomologin. Hennes auktorsnamn är efternamnet Dworakowska.
Hon har varit verksam både vid Universitetet i Warszawa och vid University of British Columbia i Vancouver.